# 宗主国
国際法において宗主国（そうしゅこく、英語: suzerain state）とは、従属国（藩属国とも）に対して宗主権を持つ国。

## 国際法上の宗主関係
国際法上の宗主関係(英 suzerainty)は、中世ヨーロッパ封建制における君臣関係としての宗主関係を下敷きにして生まれた概念である。1800年にはロシア=オスマン帝国間の条約に登場しており、19世紀を通じて概念として確立していった。
条約によって国際法上の宗主関係（宗主国／藩属国。藩属国は付傭国、附庸国とも呼ばれる）が結ばれると、宗主国は、相手方たる藩属国の領地内における統治権（対内主権）をその藩属国に委ねるが、対外主権（外交権能）についてはその一部を宗主国の側で行使する（宗主権）。
類似の概念である保護関係（英 protectorate）においては独立国家たる被保護国が対外主権の一部を保護供与国に委ねるのに対し、国際法上の藩属国は宗主国から統治権を設定されているものの、あくまでも宗主国の一部であるものと考えられる。ただし、特に19世紀においては、保護関係と必ずしも区別して用いられる概念ではなく、また宗主関係と保護関係のいずれにおいても、従属国（宗主関係における藩属国、保護関係における被保護国）と宗主国／保護供与国の関係の内容は一律のものではなかった。

## 東アジアにおける本来の語義と宗主権概念への移行
古代中国においては、覇権都市国家（共主）に対して他の都市国家が使節を派遣（聘）あるいは首長自身が参覲（朝）し貢納して諸侯の待遇を得る集団安全保障体制が形成された。この朝聘関係が周辺の非漢族地域に拡大することで、冊封・朝貢を基盤とする華夷秩序が東アジアの国際関係の中核となっていく。

### 宗主
宗主は祖霊の位牌を指す語であり、転じて（その祭祀を主導する）血族集団（宗族）の代表者を意味するようになった。中世以降は宗族の当主や仏教門派の長の義で専ら用いられ、また易経や医術書の注釈において散見される。国家間関係における指導的立場を表す用例は杜預・司馬光・宋濂・丘濬・朱謀㙔らの少数がある。外交文書においてもベトナム西山朝の光中帝の奏表など使用は限られている。

### 藩属
現代中国語において藩属は「封建王朝の属地あるいは属国」の意味と理解されているが、元来は藩部（国内少数民族等の自治領域）と属国（臣従する外国）を合わせた語であり、伝統中国の中でも清朝に固有の表現である。とはいえ清朝自身においても、本来別個の存在である両者を必ずしもはっきり区別しないケースもあり、属国に対して「藩服」「外藩」「藩属」「藩封」等の表現を用いるなど、外部から見てその使い分けが明確であったとは言い難い。
19世紀中葉以降、列強のアジア進出による勢力圏・国際地位の動揺に直面した清では、従来秩序の伝統の重さゆえの大きな抵抗を受けながらも新たな対抗手段の獲得を模索した。清仏戦争に先立つ交渉局面では「中國の謂ふ所の属國は、即ち外國の謂ふ所の保護なり。……属國を存さんと欲さば、先づ保護の實を存すを必す」との認識が示され、光緒三十年に西藏での対英紛争に際して交渉に当たった唐紹儀は「主國=騷付倫梯sovereignty」と「上國=蘇索倫梯suzerainty」の差異に執着し、「必ず主國たるを争い、……主権を外に移す勿らし」める姿勢を本国に説くなど、宗主権・保護権にかかわる文言を強く警戒している。しかし辛亥革命に前後する外モンゴル独立運動（ボグド・ハーン政権）とこれに付随するロシアの干渉の際には、ロシア側に譲歩の用意があった外蒙古への中国宗主権の承認（=主権からの後退）を最終的に受け入れており（キャフタ協定）、体制転覆に伴う政治混乱の中で外交の基本姿勢が継承できなかった様子が窺える。一方この交渉を注視していた日本では、「最モ同国ノ為形勢ノ便アル外蒙古ニ対シテスラ猶且支那ノ宗主権ヲ認メテ以テ領土侵略ノ譏ヲ避ケントスル」という分析がなされており、大正の初年には宗主権という訳語が実務家レベルで浸透しつつあることが観察される。

## 意味の広がり
現代における日常的な使用においては、植民地に対してその植民地を所有する国や、事実上の従属国に対して一定の強制力を有すると目される覇権国家、衛星国家に対してそれらを指導する地位にある国家、など、意味やニュアンスの異なる用法が混在している。また、現在先進国と呼ばれている国の多くは、19世紀から20世紀にかけてアジア・アフリカなどを植民地支配していた元宗主国が多い。